# Stralsund: Kein Weg zurück
Kein Weg zurück ist ein deutscher Fernsehfilm von Florian Froschmayer aus dem Jahr 2017. Es handelt sich um den elften Filmbeitrag der ZDF-Kriminalfilmreihe Stralsund. In den Hauptrollen der Ermittler agieren Katharina Wackernagel, Alexander Held, Karim Günes und Therese Hämer sowie Andreas Schröders. Die Haupt-Gastrollen sind besetzt mit Ulrike Krumbiegel, Thomas Lawinky, Sylta Fee Wegmann und Vladimir Korneev.

## Handlung
Nachdem der Kollege Max Morolf festgenommen und Kommissariatsleiter Gregor Meyer suspendiert worden ist, wird Kriminalkommissarin Nina Petersen zur neuen kommissarischen Leiterin der Mordkommission Stralsund ernannt. Der neue zu bearbeitende Fall gibt dem Team um Petersen gleich Rätsel auf. Bei einem Überfall auf einen Supermarkt wird eine Mitarbeiterin getötet, eine weitere, die Kassiererin Monika Lüders, die ebenfalls attackiert wurde, verhält sich sonderbar. Sie erzählt Petersen, dass der Täter maskiert gewesen sei und nicht deutsch gesprochen habe. Der Überfall habe höchstens 3 bis 4 Minuten gedauert. Das deckt sich jedoch nicht mit den weiteren Ermittlungen. Ins Visier der Ermittler gerät Yussuf Obbadi, Angestellter in einer Gärtnerei. In der Gärtnerei ist Yussuf nicht auffindbar, allerdings deuten zerdrückte Pflanzen und Blutspuren auf einen Kampf hin. In Obbadis Wohnung muss den Verwüstungen nach ebenfalls etwas vorgefallen sein.
Petersen vernimmt Monika Lüders nochmals und konfrontiert sie damit, dass der von ihr geschilderte Ablauf nicht stimmen könne. In ihrer Aussage fehle eine Viertelstunde. Unter Tränen erzählt Lüders, dass der maskierte Mann sie vergewaltigt habe. Ihre Kollegin Sibylle habe ihr helfen wollen und sei von ihm erschossen worden. Als Lüders Freund Mirko Subotic später von der Vergewaltigung erfährt, wirft ihn das ziemlich aus der Bahn, auch weil er diese Tat für sich als ehrverletzend empfindet.
Jakob Merser und Uwe Riebnitz, die Teil der selbsternannten Bürgerwehr und stolz darauf sind, ihr Wohnviertel immer im Auge zu haben, haben den von ihnen entführten Yussuf Obbadi und dessen Bruder Djadi Najeeb in ein altes leerstehendes Gebäude verschleppt, wo sie die Männer misshandeln und zu einem Geständnis bringen wollen, obwohl Yussuf Obbadi ihnen versichert, dass sein Bruder überhaupt nichts mit dem Fall zu tun und er nur den Lieferwagen gefahren habe. Die Frau sei von einem Deutschen namens Robert erschossen worden, der auch die zweite anwesende Frau vergewaltigt habe. Nur wenig später wird im Hafengebiet die aufgehängte Leiche von Yussuf Obbadi gefunden, dem ein Schild mit der Aufschrift: „Wenn ihr uns nicht schützt, dann schützen wird uns selbst!“ um den Hals gehängt worden ist. Als man ihn aufhängte, war er schon tot, er ist zuvor gefoltert worden, wie durch gerichtsmedizinische Untersuchungen festgestellt wird.
Kriminalhauptkommissar Hidde erhält ein Video, in dem Yussuf Obbadi und Djadi Najeeb die Tat gestehen. Petersen meint, man habe die beiden so lange gequält, bis sie nicht mehr weitergewusst und gestanden hätten. Von einem Kevin Beinhold, der ebenfalls der sogenannten Nachbarschaftshilfe angehört, erhalten die Beamten die Adresse eines Prof. Liebrecht. Dieser soll Vorträge halten, in denen die Abschiebung von Ausländern befürwortet wird und sie pauschal kriminalisiert werden. Als Petersen und Hidde Liebrecht aufsuchen, treffen sie auf eine Frau. Kaum sind die Beamten weg, ruft Liebrecht den unauffindbaren Jakob Merser an und erklärt ihm kurz angebunden, dass die Polizei nach ihm suche und sie mit der Sache nichts zu tun haben wolle und legt auf, bevor Merser noch etwas erwidern kann. Dieser erscheint kurz darauf mit Riebnitz und Djadi Najeeb bei ihr und begehrt Einlass. Liebrecht will die Männer jedoch so schnell wie möglich wieder loswerden. Petersen und Hidde, denen klar ist, was vor sich geht, nehmen die Verfolgung des Lieferwagens auf, den sie auf Liebrechts Grundstück haben stehen sehen. Sie fahren sich jedoch im Waldboden fest und werden mit Schüssen konfrontiert. Im letzten Moment kommen sie hinzu, um Djadi Najeeb vor den wahnwitzigen Aktionen der beiden Männer retten zu können. Neben Jakob Merser wird auch Anke Liebrecht festgenommen, die noch verrät, dass Merser den Namen Robert im Zusammenhang mit dem Überfall erwähnt habe. So stößt man auf Robert Buch, der die Tat zwar bestreitet, aber als Täter feststeht und dem Haftrichter vorgeführt wird.

## Produktion

### Produktionsnotizen
Produziert wurde der Film von der Network Movie, Film- und Fernsehproduktion Wolfgang Cimera GmbH & Co. KG, Köln, Herstellungsleitung: Andreas Breyer, Produktionsleitung: Ralph Retzlaff, verantwortlicher ZDF-Redakteur Martin R. Neumann.
Kein Weg zurück wurde im Zeitraum 7. März bis 7. April 2017 in Stralsund und Umgebung sowie in Hamburg gedreht.
Horizontale Ebene: Kriminalhauptkommissarin Caroline Seibert vom Polizeipräsidium Rostock, eine Ermittlerin der Internen, die zur Überprüfung der Abteilung anreist, bietet Nina Petersen den Chefposten in der Stralsunder Kripo an, fährt aber zweigleisig, da sie auch Karl Hidde zuvor gefragt hatte. Während der laufenden Ermittlungen meint sie dann, dass Nina Petersen mit dem Fall wohl hoffnungslos überfordert sei. Petersen hat kein gutes Gefühl bei dieser ihr nicht sympathischen Frau, zumal ihr Auftauchen Skepsis bei der jungen Kommissarin auslöst, deutet es doch eine Veränderung an, obwohl noch nicht klar ist, was Gregor Meyer zur Last gelegt wird und ob er als Chef der Abteilung zurückkommen wird.
Wackernagel erzählte der PR-Beraterin Ellen Wirth, dass die Dreharbeiten von Anfang März bis Anfang Juni dem Team sehr willkommen gewesen seien, da das Klima an der Küste doch im Winter um einiges härter sei als in Hamburg, sodass gerade die Nacht-Szenen im Wald oder am Strand im zweiten Film deutlich leichter gewesen seien als im ersten. Sie möge Stralsund sowohl im Winter als auch in den wärmeren Monaten, hätte aber gegen einen richtigen Sommer-Stralsund auch nichts einzuwenden.

### Veröffentlichung
Der Film wurde am 4. November 2017 zur Hauptsendezeit im ZDF erstausgestrahlt.
Am 29. März 2018 veröffentlichte Studio Hamburg Enterprises diese Folge zusammen mit den Folgen 9, 10 und 12 auf DVD.

## Rezeption

### Einschaltquote
Mit 7,01 Millionen Zuschauern bei seiner Erstausstrahlung erreichte der Film einen Marktanteil von 22,9 Prozent, und damit den besten Marktanteil, den die Krimiserie bis zu diesem Zeitpunkt hatte.

### Kritik
TV Spielfilm zeigte mit dem Daumen nach oben, gab für Anspruch und Action je einen von drei möglichen Punkten, für Spannung zwei und führte aus: „Der düstere elfte Teil der ‚Stralsund‘ Reihe lebt davon, wie mit dem Blick auf die Charaktere gespielt wird, und mündet in einen starken letzten Akt. Die Musik trägt etwas zu dick auf und die Themen Ressentiments, Bürgerwehr und Selbstjustiz mögen aktuell sein, hätten aber noch deutlich stärker ausgearbeitet werden können.“ Fazit: „Spannende Figuren im bekannten Umfeld.“
Tilmann P. Gangloff, der dem Film vier von sechs möglichen Sternen gab, nahm auf der Seite tittelbach.tv Stellung zum Film und bedauerte, dass das Ensemble durch den Weggang von Michael Rotschopf als Gregor Meyer und Wanja Mues als Max Morolf nun „deutlich übersichtlicher“ sei, „aber durch den Verzicht auf die Machtspielchen“ zumindest in dieser Episode auch „an Reiz eingebüßt“ habe, da sich die Krimi-Reihe „gerade durch die enormen Spannungen innerhalb des Teams von anderen Krimis unterschieden“ habe. Gerade Michael Rotschopf hinterlasse „eine große Lücke“, da der von ihm gespielte Gregor Meyer als Chef „eine ausgesprochen polarisierende Figur“ gewesen sei. Der Fall jedoch sei dafür „umso brisanter. Gutes Spiel, coole Bildsprache“. Die Handlung erinnere „zumindest in ihren Grundzügen an einen Tatort aus Köln, Wacht am Rhein“. Dass „der Biedermann diesmal eine Frau“ sei, setze „einen zusätzlichen Reiz“. Sylta Fee Wegmann „beeindruck[e] als Opfer“, gerade „weil die traumatisierte Supermarktangestellte nicht viel Worte“ mache, arbeite die Schauspielerin „sehr ausdrucksstark mit den Augen“. Kameramann Christoph Chassèe sorge „für faszinierende Bilder; die ansonsten gute elektronische Musik“ donnere dagegen „mitunter ein bisschen zu sehr für diesen Film“.
Rupert Sommer äußerte in der Fernsehzeitschrift Prisma, es sei „ein sehr düsterer, bedrückender elfter Fall, mit dem sich Kriminalkommissarin Nina Petersen […] im neuen ZDF-Samstagabendfilm … auseinandersetzen“ müsse. „Martin Eigler und Sven Poster, die Erfinder der ZDF-Reihe mit den Fällen aus der Hansestadt“ seien „nah am Puls der Zeit“. Sie hätten „als Drehbuchautoren ein dichtes Netz aus fieser ausländerfeindlicher Stammtischhetze, selbstherrlicher Privatjustiz und mitleidsloser Härte gewebt. Kein Schauvergnügen, aber ein starker und brisanter Krimi.“
In der Ostsee-Zeitung ist die Rede davon, dass „Düsternis und eine schier allgegenwärtige Tristesse“ diesen „ein weh zäh und langatmig inszenierten Krimi dominieren“ würden. Dieser „traurige Fall“, der sich „um Fremdenhass und Selbstjustiz“ drehe „und einige aktuelle Anspielungen auf den Rechtsruck in Deutschland“ bereithalte, könne überall in Deutschland spielen. Allerdings gelinge es den Drehbuchautoren nicht so ganz, „die politische Brisanz des Themas schlüssig mit dem verschachtelten Mordfall zu verbinden“. Da reiche es auch nicht, „eine rechte Uni-Dozentin als geistige Brandstifterin zu präsentieren“. Ein „großes Plus von ‚Stralsund‘“ seien auch diesmal wieder die Darsteller, „allen voran die souveräne Katharina Wackernagel“. Zusammen mit dem von Alexander Held verkörperten Kommissar Karl Hidde, „einem spröde[n], oft penible[n] Aktenfresser, der aber immer loyal zu seiner Kollegin“ stehe, seien beide „ein interessantes Gespann, auch wenn ihr trockener Humor nur ganz dosiert“ aufblitze.
Auf der Seite des Filmdienstes war zu lesen: „Spannender (Fernsehserien-)Krimi mit brisanter Thematik, inszenatorisch aber auch mit etlichen dramaturgischen Schwächen. – Ab 16.“
Svens Sakowitz kam in der Westfälischen Rundschau zu dem Ergebnis, dass der Film „einige drastische und teilweise schockierende Szenen“ enthalte, aber nicht so richtig „überzeugen“ könne. Das liege vor allem daran, dass die Drehbuchautoren sowie der Regisseur sich offenbar nicht hätten „entscheiden“ können, „ob sie einen eher konventionellen Krimi drehen“ wollten, „oder ob sie einen gesellschaftspolitischen Anspruch haben und die Einstellungen Rechtsradikaler genauer betrachtet werden sollen“. Die Professorin, die erst ganz spät auf der Bildfläche erscheine und „mit ihren Thesen den Hass auf Flüchtlinge schür[e]“, werde von Ulrike Krumbiegel „großartig gespielt“, aber „zu kurz“ seien „ihre Auftritte, um diese perfide Figur richtig auszuleuchten“. Auch an der „eher halbherzig“ erzählten Personalsituation stieß sich Sakowitz, da „die Neuerungen nicht richtig durchgearbeitet“ werden würden. Die entsprechenden Szenen wirkten „eher wie Fremdkörper“. Zudem sei „es schade, dass mit Morolf und Meyer gleich zwei interessante Charaktere nicht mehr dabei“ seien. Fazit: „Drastisch, aber zu sehr an der Oberfläche.“
Tom Heise befasste sich in der Neuen Osnabrücker Zeitung mit dem Film und meinte, nach „einigen übergreifenden Folgen“ hätten die Autoren Martin Eigler und Sven Poser jetzt wieder „einen in sich abgeschlossenen Fall schreiben“ dürfen, in dem „die teaminternen Auseinandersetzungen weniger Gewicht“ gehabt hätten. Obwohl sie „zum Teil weit ausgeholt“ hätten, „um die Themen Fremdenhass und Selbstjustiz in den Fokus zu rücken“, sei das Ergebnis „eine weitgehend gelungene Verbrecherjagd an der Ostsee in düsteren Bildern mit gesellschaftspolitischem Anspruch“.